# Зоряне (дослідне господарство)
Державне підприємство «Дослідне господарство „Зоряне“» Інституту садівництва Національної академії аграрних наук України — сільськогосподарське підприємство у Первомайському районі Миколаївської області.

## Історія
У жовтні 1921 року на землях, що раніше належали місцевим поміщикам Ремеху і Шубовичу, був створений радгосп імені Гамільтона. Першим його директором став надісланий більшовиками з Петрограду слюсар П. І. Билтін. У 1928 році господарство було перейменоване у радгосп імені 25 Жовтня.
Протягом 1921—1930 року в господарстві, крім волів та коней, було ще й 12 верблюдів. У 1928 році до господарства надійшла іноземна сільськогосподарська техніка: трактори, комбайни, молотилки, снопов'язалки.
Після Другої світової війни господарство стало одним з кращих у Миколаївській області. З 1963 по 1978 роки трудовий колектив радгоспу 11 разів виборював перехідний Червоний прапор Миколаївського обкому КПУ, облвиконкому і облрадпрофу та 26 разів — перехідний Червоний прапор Первомайського райкому КПУ і райвиконкому. Тричі, у 1972, 1974 та 1977 роках, радгосп удостоювався дипломів учасника ВДНГ СРСР.
В різні роки радгосп імені 25 Жовтня очолювали Герої Соціалістичної Праці Я. І. Мельник (1936—1941, 1944—1955) і В. С. Бондаренко (1962—1981). Ще семеро працівників радгоспу також були удостоєні цього високого звання: О. П. Вербовий, Н. М. Кулик, К. І. Михнюк, О. Г. Мурована-Курдюкова, О. І. Праніченко, О. І. Татарова, Н. О. Щербиніна. А загалом 212 працівників радгоспу були відзначені державними нагородами СРСР.

## Діяльність
З 1930 року господарство спеціалізувалось на насінництві зернових культур і люцерни, кормових буряків, баштанних культур.
Нині основний вид діяльності — вирощування зернових культур (крім рису), бобових культур і насіння олійних культур.
Крім того, підприємство займається вирощуванням овочів і фруктів, розведенням великої рогатої худоби молочних порід та інших сільськогосподарських тварин.